# 曙光农场 (黑龙江)
曙光农场是位于中华人民共和国黑龙江省佳木斯市桦南县的一个类似乡级单位，亦是黑龙江省农垦红兴隆管理局所属的一个国有农场。
曙光农场地处松花江下游完达山余脉延续地带。总面积258225万亩，人口12543人。

## 行政区划
曙光农场下辖以下单位：
曙光场直社区、第一管理区社区、第二管理区社区、第三管理区社区、第四管理区社区和第五管理区社区。